# Columna Sur Ebro
La sublevación militar de julio de 1936 que condujo a la guerra civil española (1936-1939) produjo una movilización general de la CNT en la que Antonio Ortiz Ramírez tuvo un destacado protagonismo, sobre todo en la sofocación del golpe de Estado en Barcelona, comprometido en primera línea al igual que los demás miembros del grupo "Nosotros". 
El 24 de julio de 1936 sale de Barcelona a la cabeza de unos 800 hombres en dirección a Caspe, en cuyas cercanías está la línea del frente. Esta expedición se conoce con el nombre de "Segunda Columna", "Columna Sur-Ebro", "Columna Ortiz" o "Columna Roja y Negra" (hasta que se creara otra columna con el mismo nombre), y fue creciendo a medida que absorbía muchos grupos espontáneos y desorganizados.

## Historia
La columna "Sur-Ebro", delegada por el ebanista Antonio Ortiz Ramírez (miembro del grupo "Nosotros"), salió de Barcelona el 24 de julio de 1936 por tren. Tuvo como consejero militar al teniente coronel de Infantería Fernando Salavera. Y de asesores técnico-militares a los capitanes Terrer y Gordo, afines a la CNT. Estaban inscritos en la columna numerosos soldados del Regimiento n.º 34 de Barcelona. Asimismo contaban con tres baterías de artillería. La artillería estaba a cargo de Valeriano Gordo, desplegada en torno a Lécera.  
Su primer objetivo fue Caspe, que desde el día 24 de julio estaba dominada por una compañía de la Guardia Civil y unos 200 falangistas aragoneses, que operaban bajo el mando del capitán Negrete. Esta operación fue iniciada por un grupo independiente de milicianos anarquistas de Lérida que dirigían los hermanos Subirats. Por ello, aunque luego recibió apoyo de la Columna Durruti y de la Columna Ortiz, la toma (ocurrida el día 25 de julio) se le puede achacar a todas las columnas en su conjunto, ya que a veces se dice que Caspe fue tomado por la Columna Durruti, o bien por la Columna Ortiz. 
Tras vencer la resistencia del enemigo, los milicianos, que perdieron unos 250 milicianos en la operación, ocuparon la villa y siguieron hacia Alcañiz, que cayó tras breves combates. Entonces, la columna se subdividió: una parte de ella quedó situada en la línea Híjar-Escatrón y la otra se dirigió hacia Belchite, ante cuya población quedó atrincherada tras ocupar Sástago, La Zaida y Azaila.
La Generalidad de Cataluña dio a conocer la ocupación de Caspe con este comunicado: Las fuerzas del Regimiento de Infantería nº18 y milicianos de Lérida y la artillería de Barcelona, han ocupado, previo un pequeño bombardeo, la ciudad de Caspe, al grito de "Viva la Libertad". El pueblo ha recibido a la columna de la libertad aclamando a la hermana Cataluña.
La columna Sur Ebro estableció su puesto de mando en Híjar (Teruel), con mando de urgencia en Lécera (Zaragoza), ocupando las líneas del frente desde la margen derecha del Ebro (el sur del Ebro). Se unía con la Columna Durruti, también confederal, por la margen izquierda del río hasta enlazar por el sur (provincia de Teruel), con la columna catalanista Macià-Companys. Más adelante establecieron su sede del Estado Mayor en Caspe, hasta que se fundó el Consejo de Aragón, que tomó esta población como capital.
Las Columnas que operaban al sur del Ebro, habiendo desalojado al enemigo de la Zaida, Sástago, Azaila, Almonacid de la Cuba, Vinaceite, Híjar, Puebla de Híjar, Lécera, Lagata, Letux, Azuara y Fuentetodos, establecen frente ante las poblaciones de Quinto y Belchite, que cierran el acceso a Zaragoza, puntos en los que se suceden constantes y sangrientos combates. Después de la conquista de Alcañiz, las milicias que componen el ala izquierda, ocupan Calanda, Alcoriza, Ollete, Muniesa, Blesa, Cortes de Aragón, Montalbán, Martín del Río y Vivel del Río.

## Otras columnas del frente del Sur del Ebro
La columna dirigida por Antonio Ortiz era considerada la Segunda Columna de las tropas catalanas que pretendían liberar Zaragoza del fascismo. Sin embargo no fueron las únicas tropas que operaron en la misma zona. Poco a poco fueron llegando distintas unidades que se incorporaron a la columna principal. Según el libro de Gonzalo Berger, sobre las milicias antifascistas, las columnas que combatieron en el frente del sur del Ebro fueron las siguientes:  
- Columna Arenal. El 29 de julio salieron 5 centurias de Tarragona (unos 250 soldados y otros 100 milicianos), comandadas por Amadeo Insa Arenal. Estaba compuesta por militantes de la CNT y de militares del Regimiento de Almansa, núm. 15. Se desplegó en La Zaida, entrando en combate el 3 de agosto. El comandante Arenal cayó en combate al día siguiente en Sástago y la columna quedó bajo el control de la Columna Tarragona.[3]
- Columna Bajo Llobregat. Fueron dos centurias formadas por milicianos de la CNT y del PSUC de esta comarca, con grupos numerosos de Cornellá, L'Hospitalet y Molins de Rei. La columna pasó a depender de la Columna Ortiz en diciembre.[4]
- Columna del capitán Fontana. Centuria que salió el 14 de octubre de Barcelona. Formada por militares y miembros de la CNT. Enseguida quedó bajo el mando de la Columna Ortiz.[5]
- Columna del capitán Jubert, mandada por Luis Jubert Salieti. Salió de Gerona el 31 de julio. Participó en los combates de Azaila entre el 6 y el 15 de agosto. La componían soldados del Regimiento de Infantería núm. 2 de Figueras y del Batallón de Chiclana núm. 1. También había bastantes militantes de la CNT. Contaba con artillería propia. Más tarde se les unió una centuria de carabineros de Gerona. El 21 de agosto todas las fuerzas de la Columna Tarragona quedaron bajo el mando del capitán Jubert. Y éste entabló amistad con Antonio Ortiz, líder de todas las columnas del Sur del Ebro. Ante la muerte de Jubert, ocurrida a principios de diciembre, Ortiz quiso bautizar la nueva división que le tocaba como División Jubert.[6]
- Columna del capitán Montagut. Centuria salida de Gerona con tres baterías de artillería formadas con soldados del Regimiento de Artillería Pesada núm.2. y algunos militantes del POUM. Fue trasladada a Mallorca el 24 de agosto.[7]
- Columna del capitán Zamora. Centuria que salió de Lérida el 23 de julio. Estaba mandada por el capitán Sebastián Zamora y contaba con una mezcla de militares y militantes de la FAI. Participó en la toma de Caspe y al día siguiente se unió a la columna Hilario Esteban.[8]
- Columna Carod-Ferrer. Esta columna salió de Reus el 24 de julio tomando Calaceite y diversos pueblos del Bajo Aragón y Matarraña. Durante unos días permanecieron en los pueblos limítrofes de Tarragona, recibiendo el apoyo del comandante de la Guardia Civil José Ferrer Bonet. Al retomar Valderrobres y el resto de la comarca se dirigieron, estando ya en la Columna Sur Ebro a Fuendetodos. Tomaron el pueblo en una acción por sorpresa unos 140 milicianos, donde se enfrentaron con un grupo de falangistas y guardias que recibirían el apoyo de unos 700 derechistas enviados desde Zaragoza. Tras resistir dos días recibieron el apoyo de la columna Ortiz.[9] Estaba formada por militares y militantes de la CNT. Estaba dirigida por el cenetista Saturnino Carod y el teniente Eusebio Ferrer. En agosto recibió milicianos aragoneses, de Barcelona y algunos militares. En octubre quedó definitivamente bajo el mando de la Columna Ortiz. Esta fue una de las columnas principales que operaron al sur del Ebro y fue la base para una Brigada Mixta durante la militarización.[8]
- Columna Carrasco. Fueron dos centurias salidas de Tarragona para el frente. Comandaba la tropa el capitán de caballería Teodoro Carrasco. Fueron desplegadas en Alcañiz y más tarde en Fuendetodos.[10]
- Columna Ferrer y Guardia. Agrupación de 4 centurias comandada por Ramón Giménez Pàmies. Estaba formada por miembros de la CNT. Se desplegó el 25 de septiembre en Tardienta, y posteriormente en Azuara, donde quedó bajo el mando de la Columna Ortiz. El 20 de octubre fue trasladada a la defensa de costas, quedando desplegada en los municipios de Rosas y la Escala.[11]
- Columna Fort. Salida el 25 de agosto bajo el mando de Joaquín Fort. Estaba formada por miembros de ERC de la ciudad de Tarragona. Se integró en la Columna Tarragona en septiembre.[11]
- Columna Hijos del Pueblo. Fueron dos centurias salidas el 4 de noviembre desde Barcelona. Se desplegaron en Lécera, quedando bajo las órdenes de la Columna Ortiz.[12]
- Columna Hilario-Zamora. Se componía de 5 centurias salidas de Lérida comandadas por el sindicalista de la CNT Hilario Esteban. El día 25 de unió a los atacantes de Caspe. El día 26 de unieron a una unidad de fuerzas militares comandadas por el capitán Sebastían Zamora junto al capitán Santiago López Oliver, con quien fueron a Sástago tomándola el 31 de julio. El 5 de agosto avanzaron hasta La Zaida, en donde quedaron estancados hasta 1937. Recibieron una centuria en septiembre de milicianos de Estat Catalá que venían de la fracasada Operación de Mallorca. También recibieron muchos milicianos locales, aragoneses, y de Lérida. La Columna llegó a tener 10 centurias. Participó en los combates de Estrecho Quinto del 16 de noviembre, teniendo 27 muertos y 15 heridos. Tenía secciones de morteros, artillería, ametralladoras, contraespionaje, transportes, intendencia, sanidad y una delegación de la Cruz Roja. En definitiva esta fue una unidad de gran importancia al Sur del Ebro. En este grupo estarían asignadas un grupo de milicianas como Concha Pérez, Rosario Sánchez, Casilda Méndez, María Rius o Pepita Vázquez Núñez, que participaron en el intento de toma de Belchite.[13]
- Columna Los Aguiluchos de Las Corts. Centuria salida del barrio de Las Corts, de Barcelona, el 27 de julio. Se integró en la Columna Hilario-Zamora combatiendo en Belchite y La Zaida. Más tarde marcha al frente de Almudévar (Huesca).[14]
- Columna Los Indomables. Era una centuria que salió de Barcelona el 19 de septiembre. Se incorporó a la zona de la Puebla de Híjar.[15]
- Columna Malatesta. Fueron 3 centurias salidas de Mataró bajo el mando de Jesús Boada Payarolas. Eran milicianos de la comarca del Maresme, pertenecientes a la CNT. Se desplegaron por el sector de Samper de Salz y luego en Almonacid de la Cuba. Quedaron totalmente integradas a la Columna Ortiz en octubre. No hay que confundir con la columna del mismo nombre que organizaron los anarquistas italianos y que combatió en torno a Huesca.[16]
- Columna Marsella. Centuria que salió de Barcelona el 25 de julio de forma independiente. Se desplegó en torno a Vivel del Río.[16]
- Columna 4 de septiembre. Fueron 3 centurias que salieron de Barcelona. Estaban organizadas por el Sindicato de la Construcción de la CNT. Se le asigió el sector de Lécera. Esta agrupación recibió la numeración de las centuras 3, 4 y 5 de la columna Ortiz.[17] p205
- Columna Sebastián Faure. Era una centuria con un grupo numeroso de milicianos de origen francés. Por ello también fue conocida como el grupo francés o batallón francés. Estaba comandada por Mariano Díaz y desplegada en el sector de Azuara. Más tarde se unió al grupo internacional de la Columna Durruti.[18]
- Columna Segunda Antifascista. Eran dos centurias salidas de Barcelona el 23 de julio hacia Aragón. Se desplegaron en torno a La Puebla de Híjar y Venaceite, posiciones que cubrieron hasta el 10 de septiembre. Estaba formada por tropas del Regimiento de Infantería núm. 14 de Alcántara.[18]
- Columna Tarragona o Peñalver. Fueron 11 centurias salidas de Tarragona el 23 de julio. Era una mezcla de soldados del Regimiento de Almansa núm.15 y milicianos de todos los partidos y sindicatos. El comandante era Ángel Martínez Peñalver. Pero este se volvió rápidamente a Tarragona por desavenencias con Antonio Ortiz. Peñalver pronto se pasó a los sublevados y la columna se integró en la columna Ortiz, aunque antes ésta había recibido nuevos refuerzos con la Columna Arenal y las fuerzas del teniente coronel Mena Burgos procedentes de Tarragona y otros voluntarios de Aragón y Barcelona. Los mandos de esta unidad fueron continuamente relevados hasta que quedó bajo el control de Luís Jubert el 21 de agosto.[19]
- Agrupación Mena. Se integró, como se ha dicho, en la columna de Tarragona. Estaba a cargo del teniente coronel Mariano Mena. Formada por militares y miembros de la CNT y el PSUC de Tarragona. El 21 de agosto quedó bajo el control de la columna Tarragona y eventualmente bajo la Columna Ortiz.[20]
- Columna del Teniente Garrido. Era una centuria de militares procedentes de Barcelona del Regimiento de Montaña núm. 1. Estaba comandada por el teniente de artillería Víctor Garrido. Se integró en la Columna Hilario-Zamora en agosto.[20]
- Columna Valls. Centuria salida el 15 de septiembre de Barcelona para la Puebla de Híjar.[21]

Como se puede observar, el enorme trasiego de fuerzas que iban y venían por sur del Ebro, con el paso de los meses fueron convergiendo en una unidad más grande. Llegó a tener unos 5.000 combatientes para finales de año y 6.592 para el momento de su militarización en abril de 1937. Así pues, las fuerzas republicanas se agruparon en torno a cuatro polos de atracción: la propia Columna de Antonio Ortiz, la Columna de Tarragona, la Columna Hilario-Zamora y la Columna Carod-Ferrer. Cada una de estas unidades ocupaban un sector: Carod-Ferrer en Azuara, Hilario-Zamora en Sástago, Valeriano Gordo y Manuel Martínez en Lécera y Miranda y Señer en Azaila. Y para diferenciar los sectores se las comenzó a llamar brigadas (aunque no se trata de Brigadas Mixtas si no de una denominación propia).   
Entre sus unidades la columna contaba con una "brigada de información", que se convirtió en la llamada Brigada de la Muerte por su dureza represiva. Estaba mandada por Pascual Fresquet. Existían grupos guerrilleros que operaban tras las líneas enemigas que iban tomando el nombre según sus responsables de grupo (Remiro, Batista o Continente). Entre los grupos guerrilleros cabe destacar el grupo Petróleo, con Ernesto Herrero de delegado. En este grupo combatió Carmen Crespo "la francesa", que murió con Jubert en diciembre.
La columna tuvo su reconocimiento a través del reportaje cinematográfico La silla vacía, de Valentín R. González. En este documento se filmó la vida cotidiana de la columna. Se proyectó en los cines de Barcelona en 1936.

## Consejo de Aragón
Los planes de una rápida conquista de Zaragoza se frustraron en el verano de 1936, cuando las columnas chocaron con una fuerte resistencia del bando nacional. Al aclararse las cosas en la retaguardia en muchos pueblos surgieron colectividades agrarias, que ponían la tierra al servicio del municipio. En octubre de 1936 se conformó una estructura político-administrativa del Aragón liberado que tomó el nombre de Consejo de Defensa de Aragón. Su justificación en parte era para proteger estas colectividades de los ataques de las columnas de otras fuerzas políticas que no estaban de acuerdo con ellas, en especial del PSUC. Y en parte también, porque Aragón necesitaba una estructura propia, para no depender de la Generalidad de Cataluña. En resumen, se formó un Consejo dirigido por Joaquín Ascaso y este Consejo tuvo su mayor valedor en la figura de Antonio Ortiz. 
Por su parte Ortiz, inició los preparativos para una operación contra Zaragoza a comienzos de 1937. La operación combinaría una guerrilla urbana en la capital aragonesa con un ataque en pinza por el sur y el norte del Ebro. La operación no pudo llevarse a cabo por la coyuntura política adversa para los intereses de Ortiz.

## Militarización
De la Columna Sur-Ebro se formó, tras la militarización, la 25.ª División republicana, con las brigadas mixtas 116, 117 y 118. El General Pozas, jefe del Ejército del Este, decidió retirarle el mando a Ortiz de la 25 división, y situó en su lugar a García Vivancos en el verano de 1937 después de las batallas de Belchite (23 de agosto - 6 de septiembre) y Fuentes de Ebro, donde encontró que Antonio Ortiz era "poco cooperativo". De hecho la Columna Ortiz no estaba a favor de la militarización. Por eso y por su apoyo al Consejo de Aragón fue Ortiz apartado de los mandos de la división. En 1938 Ortiz recibió el mando de la 24.ª División hasta el verano siguiente.  
Ortiz no era muy partidario de que la columna se conociera con su nombre, y con motivo de la muerte en combate de uno de sus mandos más apreciados, el capitán Luis Jubert, a primeros de diciembre de 1936 en el frente de Belchite, pasará a denominarla "División Luis Jubert" (enero de 1937), aunque en algunos escritos sigue apareciendo hasta finales de abril de 1937 aún como "2.ª Columna", "Columna Sur-Ebro" y como "División Sur-Ebro".
La 25.ª División tuvo una publicación en 1938 llamada con el mismo nombre de la unidad.

## Documentales
- Documental 'Ortiz: El general anarquista sin dios ni amo'
- Documental La Silla Vacía.